# بزرگ‌نگاشته
بزرگ‌نگاشته(نام علمی: Megalograptus) نام یک سرده از کژدم دریایی است که بین ۴۴۹ تا ۴۴۳ میلیون سال پیش می زیست بزرگ نگاشته می توانسته تا ۷۸ سانتی متر نیز طول داشته باشد.